# Hadewig (Adelsgeschlecht)

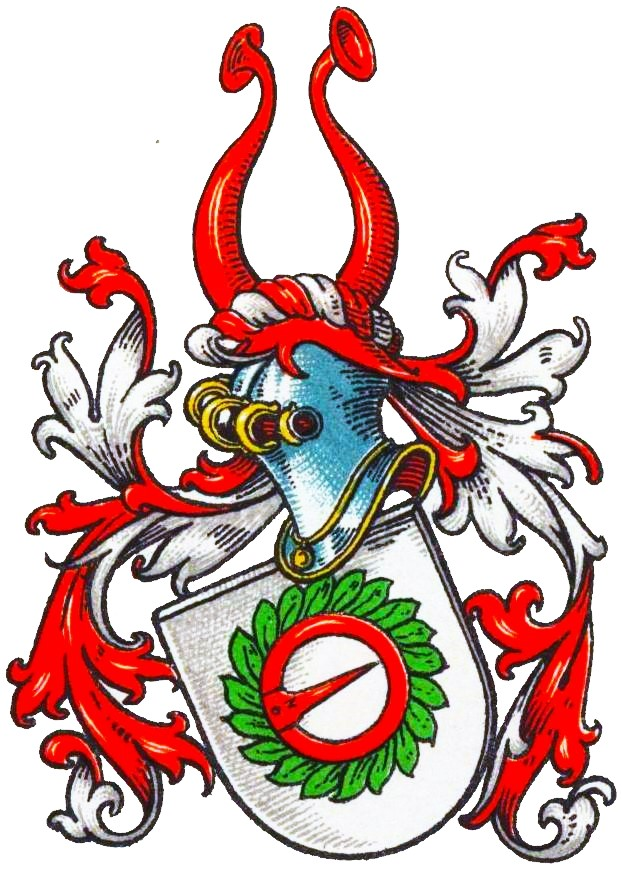
Wappen derer von Hadewig im Wappenbuch des Westfälischen Adels

Hadewig (auch Hadewich, Hadewech, Hadewych, Hardewech, Hadvig, Hadewieg, Haddewige oder Hathewig) ist der Name eines ausgestorbenen niedersächsisch-westfälischen Niederadelsgeschlechts.

## Geschichte
Die zunächst ravensbergische, später mindensche Ministerialenfamilie derer von Hadewig wird mit dem in Gadderbaum besitzlichen Gerlagus von Hadewig erstmals 1201 erwähnt. Das ritterliche Geschlecht stellte Burgmänner, Bürgermeister, Ratsherren, Domherren, Ritter und Knappen. Zudem stiftete es 1423 eine bis 1811 bestehende Vikarie am Kollegiatstift St. Andreas in Lübbecke, nämlich die Hadewigsche Vikarie St. Andreae, Nicolai et Luciae, die Angehörigen dieser Familie sowie der Klenckes und Mentzingen vorbehalten war.

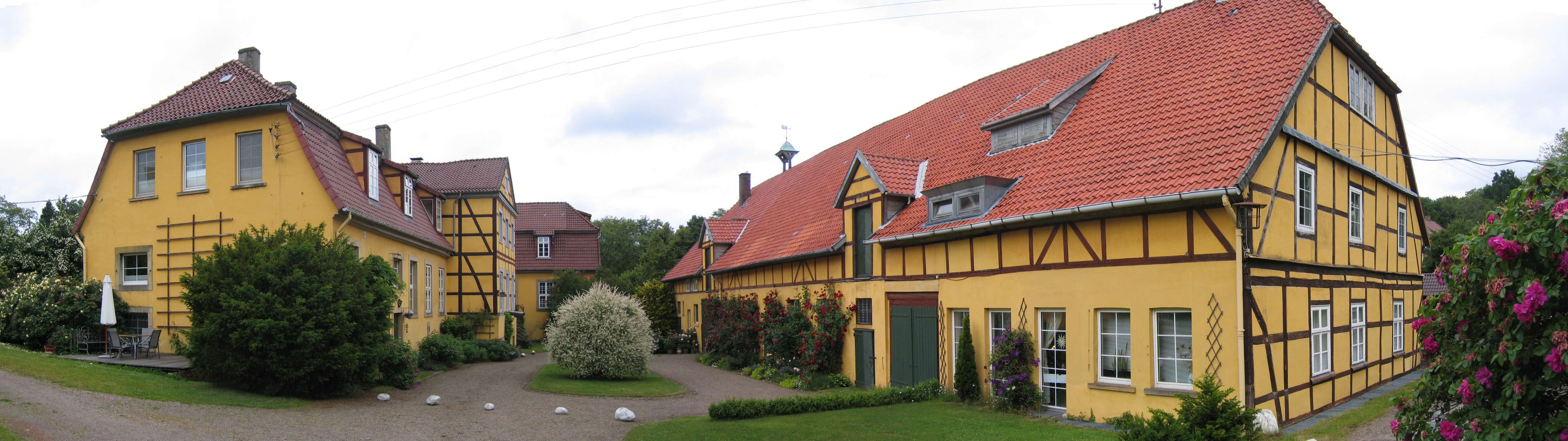
Gut Obernfelde

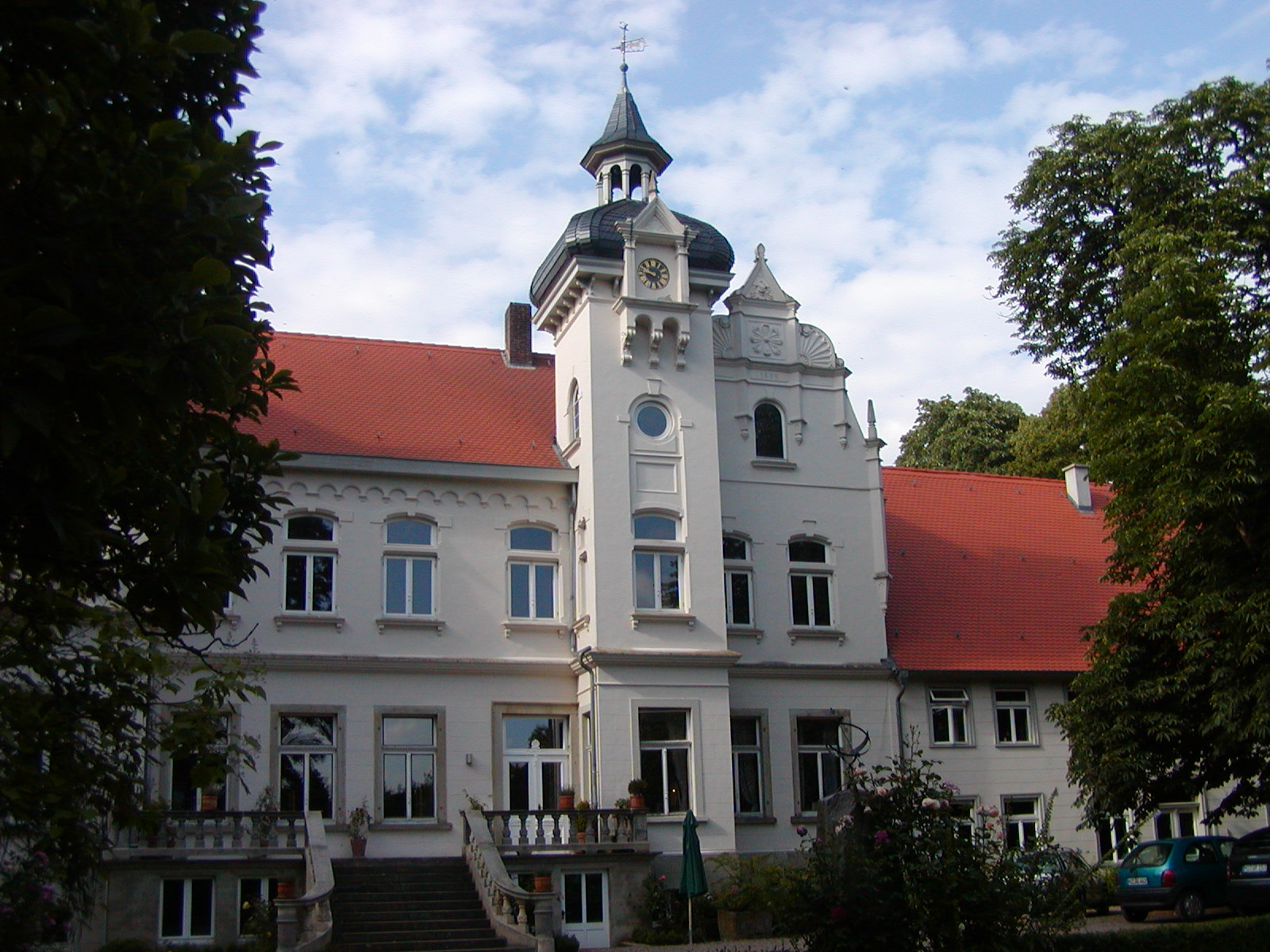
Herrenhaus, Gut Renkhausen

1453 saß das Geschlecht von Hadewig auf Gut Renkhausen, dem Hauptbesitz der Familie, um 1550 auf Gut Obernfelde, bis 1591 auf drei Burgmannshöfen in Lübbecke sowie um 1600 in Menne. Es war bereits seit dem 13. Jahrhundert bei Gadderbaum (Sandhagen und Habichtshöhe, dort namensgebend: Hadewech>Hawech>Havig>Habig>Habicht) begütert und besaß später den Gorthumbschen Hof in Gehlenbeck. Das Rittergut Obernfelde ging durch Heirat und Erbe 1591 an die Familie von Wulffen über. Ein Caspar von Hadewig besitzt 1611 und 1628 noch das Gut Klein-Eickel bei Blasheim.
Das Geschlecht erlosch im frühen 18. Jahrhundert. Um die Hadewig-Wulfenschen Lehen in und bei Lübbecke währten lange (1726, 1751, 1756) Rechtsstreitigkeiten unter den Nacherben an, so zwischen den Familien von der Recke-Obernfelde, von Klencke und von Holle.

## Familienangehörige (Auszüge)
- Gerlagus Hathewig († 1221), ab 1201 im Osnabrücker Urkundenbuch als Gerlagus miles cognominatur Hadvig in Gadderbaum besitzlich erwähnt[8]
  - Rotger Hadewig, 1265 bis 1270 urkundlich als Ritter erwähnt[11]
    - (?) Gebrüder Johannes und Winandus Hadewig, 1278[8] und 1294 als Knappen erwähnt[2]
- Hermannus Hadewich, erwähnt 1323 als Ravensberger Ministeriale[8]
- Rotger von Hadewich, als Knappe 1365 von Simon III. zur Lippe belehnt, 1368, 1371 erwähnt[12], Siegel 1371
- Rotger Hadewych, erw. 1421 in Gadderbaum
- Hinrik Hadewich, 1419 als Zeuge des verkauften Erbes Nyehus im Kirchspiel Holte erwähnt
- Hardeke von Hadewig, erhielt 1406 die Holzgrafschaft in Hedem als Pfand vom Knappen Statius von Schloen gen. Gehle[13]
- Harteke von Hadewig, urk. 1453; ⚭ Vredeke von Exterde (* um 1440)[14]
  - (?) N.N. von Hadewig zu Lübbecke; ⚭ Statius (Wustatius) von Barkhausen (* um 1420), Burgmann zu Petershagen 1469
    - Elisabeth von Barkhausen (* ca. 1465); ⚭ um 1504 Johann von Schloen gen. Gehle zu Hollwinkel († vor 1527)[15]
    - Benedikt von Barkhausen, erwähnt 1509, Großvater des Bartold von Barkhausen († 1584)

  - (?) Elska von Hadewig; ⚭ Harteke von Monnich (Münch) zu Ellerburg (Fehde 1475; † um 1508)[16]; Erbteilung ab 1510 bei deren Söhnen in Linien Benkhausen (Hardeke von Münch) und Ellerburg (Statius von Münch)
  - Johann von Hadewig, 1481 und 1486 als Knappe erwähnt[17]
  - Albert von Hadewig (* um 1470, lebt 1520); ⚭ N.N. von Bockenförde gen. Schüngel[18]
    - Catharina von Hadewig (* um 1507; † 6. Oktober 1565); ⚭ v. 1529 Hermann I. von Westrup auf Stockhausen (* 1503, † 2. April 1560 in Lübbecke, Bürgermeister ebenda)[19] 1525 Mitglied der Mindenschen Ritterschaft[20]

  - (?) Herman Hadewich, erwähnt 1487 im Verkauf von Gütern[21]
- Cord von Hadewig zu Renkhausen, erwähnt 1436, 1452 (Ratsmitglied Lübbecke)[22], 1453, 1460[23] wohl Erbauer des Kapitelshofes in Lübbecke
  - Ernst von Hadewig (* 1445/1460; † 1520) Erbherr in Renkhausen, 1483 Bürgermeister in Lübbecke[22]; ⚭ 1480 N.N. von Jeinsen[24]
    - Elseke von Hadewig (* 1480); ⚭ 1518 Caspar von Aschwede, Erbherr in Arkenstedt und Volmerdingsen (Sohn von Cord von Aschwede und N.N. von Korff)
    - Konrad (Curt) von Hadewig, 1516 Domherr von Minden und Inhaber der Hadewigschen Vikarie zu Lübbecke[25]
    - Heinrich von Hadewig (Söhne Ernst und Claus), erwähnt 1531, 1544, 1547[26]
      - Clawes (Nikolaus) von Hadewig († 1591 in hohem Alter), ⚭ Hedwig von Alden (Tochter des Johann und der Catharine von Frese); erwähnt 1543, belehnt 1548 (u. a. Hof in Haddenhausen sowie Burghof vor Petershagen), 1557 Lehnserneuerung[27], erwähnt 1558 (ansässig in Minden), 1561, 1565[28], besitzt 1567 drei Burgmannshöfe in Lübbecke, das Rittergut Renkhausen nebst Pertinenzen, den Borchhof zu Petershagen sowie das Gut Obernfelde, das durch Heirat seiner jüngsten Tochter Gertrud an die Familie von Wulfen geht.
        - (?) Nikolaus Hadewig († n. 1611), ab 1577 Inhaber der Hadewigschen Vikarie bis zur Resignation 1611
          - Conrad (Cord) Hadewig, vorgeschlagen 1611 als Inhaber der Hadewigschen Vikarie, 1624, 1629 und 1632 als solcher erwähnt, ab 1640 an Klencke[29]; auch erwähnt 1630 beim Verkauf eines Lehnhauses in Minden

        - Gertrud von Hadewig († 1614); ⚭ Stats Balthasar von Wulffen zu Lemgo († 1626 in Lübbecke, als adeliger Bürgermeister ebendort)[30]; 1591 mit Hadewig'schem Lehen belehnt, seit 1614 Herr zu Lübbecke[31] (~ 2° Marg. v. Alden [1598-1657], Tochter von Ernst v. Alden, Landdrost [~ 1° Anna v. Hodenberg; ~ 2° Marg. v. Bülow])
          - Anna Margarethe von Wulffen; ⚭ Hieronymus von Schloen gen. Tribbe (* 1589; † 26. Dezember 1646)[32]
          - Catharine Klara von Wulffen (Wulfen)[33] ⚭ Adam v. Schele (Mutter: Adelheid [Aleijd] Ripperda, Tochter von Unico IV Baron Ripperda und Judith van Twickelo: siehe Ripperda (Adelsgeschlecht))
          - II: Katharine Margarethe von Wulffen († 1677) ⚭ Hermann Freiherr v. Westerholt a. Sandfort (ca. 1602 – 3. Juni 1665) (siehe Westerholt (Adelsgeschlecht)), Kaiserlicher Rittmeister, Oberstleutnant, Drost von Bocholt (~ 1° Katharina Roland, Erbin von Gut Sandfort)

        - Anna von Hadewig, Erbin zu Renkhausen; ⚭ Dietrich von Klencke; 1591 mit Hadewig'schem Lehen durch Bischof Anton belehnt, auch 1595/1616 zu Renkhausen
          - Ernst v. Klenke[34] zu Renkhausen ⚭ 1601[35] Elisabeth v. Schele, Tochter des Caspar v. Schele zu Schelenburg (Mutter: Anna van Welvelde) und Adelheid v. Ripperda (Sohn: Ernst Hieronymus Klencke zu Renkhausen, Rittmeister: siehe „Einzelnachweise“ unter Catrine Hadewig:)

        - Catrine Hadewig, Tochter des Claus Hadewig, 1622 Ehevertrag mit Claus von Knehem[36]
- Bartold Hadewech, erw. 1556 zu Gadderbaum[8]
- Caspar von Hadewig zu Menne († vor 1618), Herr auf Gut Klein-Eickel 1607, erhält 1609 Tilgung durch Hermann II von Westorp[37], wird 1594, 1607, 1611 als Besitzer von Gut Klein-Eickel (Eickelde, Eichelte, Eichold) erwähnt; ⚭ Anna von Knehem, Tochter von Wilhelm von Knehem und der Christine von Baer zu Baernaue[38]
  - Eustachius (Stats) von Hadewig zu Eichold, 1611 im Streit als Inhaber der Hadewigschen Vikarie vorgeschlagen, um 1614 abgelehnt[39], 1618 Erbgesessener auf Gut Klein-Eickel, erhält 1617 von der Witwe Dietrich Klenkes, Anna geb. Tribbe, Erlass von 50 Talern Schulden und Ackerland geschenkt[40]
    - (?) Johann Heinrich Hadewig (* 17. März 1623 auf Arenshorst; † 11. Dezember 1671[41] in Lübbecke), Schriftsteller und ab 1647 Pastor in Lübbecke; ⚭ (II) 1661 Katharina Maria Brüning
      - Anna Elisabeth Hadewig (* 1668 in Lübbecke; † 1746 in Lingen); ⚭ 1690 Johann Rudolf Strubberg (1657–1736); Eltern des Johann Anton Strubberg
      - Anna Gertrud Hadewig; ⚭ 1677 Gabriel Heinrich Fürstenau, 1672 Hausgeistlicher zu Arenshorst, 1681 Stiftsprediger in Levern (* 1646 Levern; † 30. April 1727 ebd.)[42]
      - Engel Sophia Hadewig († ca. 1696); ⚭ 19. April 1691 Pfarrer Gottschalk Brinkmann (1658 Bielefeld;† 5. Juni 1713 Börninghausen)[43]

  - Töchter Anna Margarethe, Dorothea Margarethe sowie Lucia Anna, erwähnt 1655, 1658 (Klage der Gebrüder Herbord Balthasar und Ernst Hieronymus v. Klencke zu Lübbecke bzw. Renkhausen)
  - Catharina Clara von Hadewig zu Menne[44]; ⚭ Albert von Clevorn zu Alverskirchen und Darfeld[44]
    - Anna Margaretha Clevorn zu Alverskirchen († 1707); ⚭ 1648 Johann von der Tinnen zu Landferding

## Wappen
Blasonierung: Der Schild zeigt in Silber eine Schnalle (Spange), von einer Dornenkrone oder auch einem grünen Rosenkranz umgeben. Auf dem Helm mit rot–silbernen Decken ein rot-silberner Wulst, darüber zwei rote Büffelhörner.
Das 1938 geschaffene Amtswappen des Amtes Gehlenbeck zeigte das Wappen derer von Hadewig.
Weitere Wappendarstellungen:

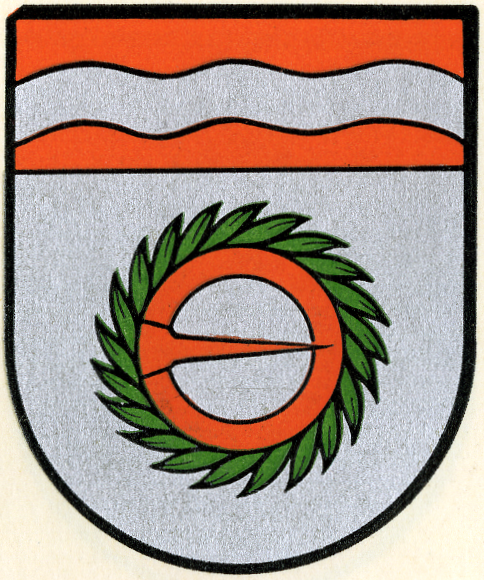
Wappen des Amtes Gehlenbeck (1938)
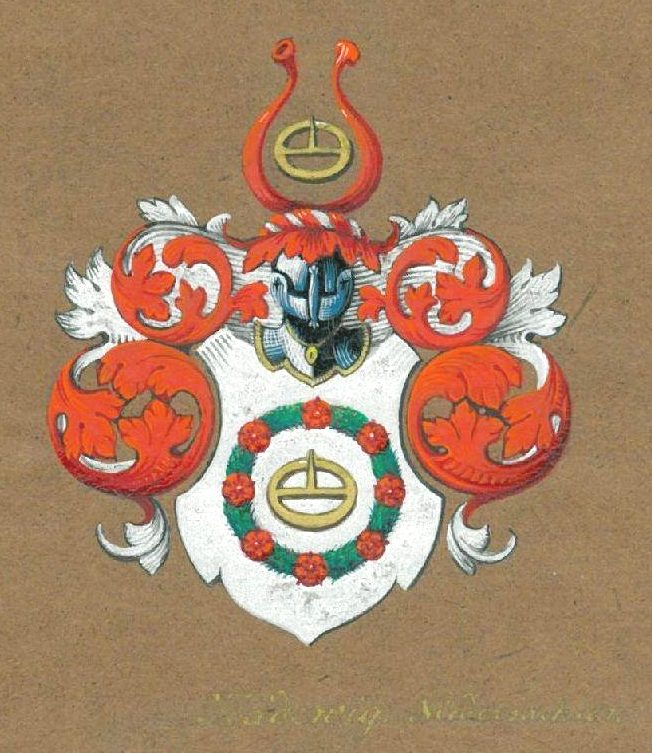
Wappen Hadewig Niedersachsen (1890)
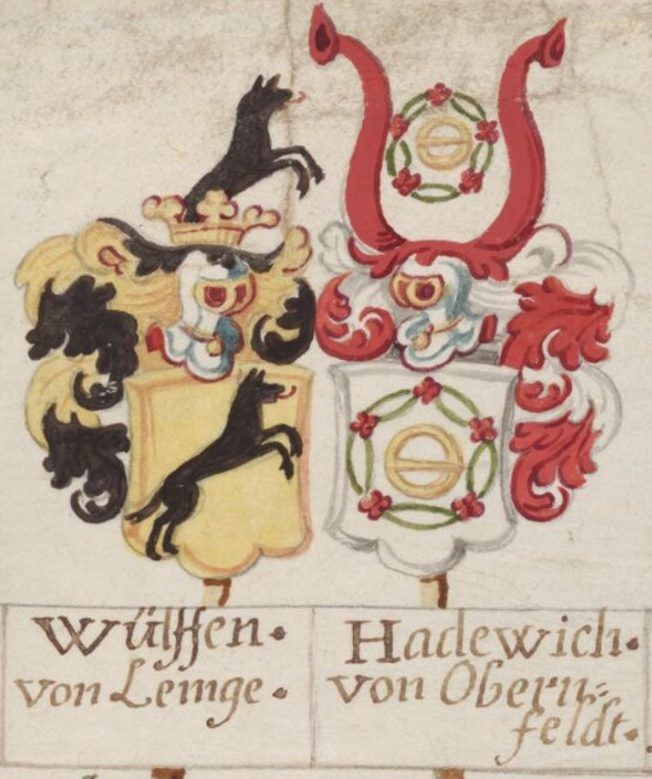
Allianzwappen Wulffen-Hadewig (1696)
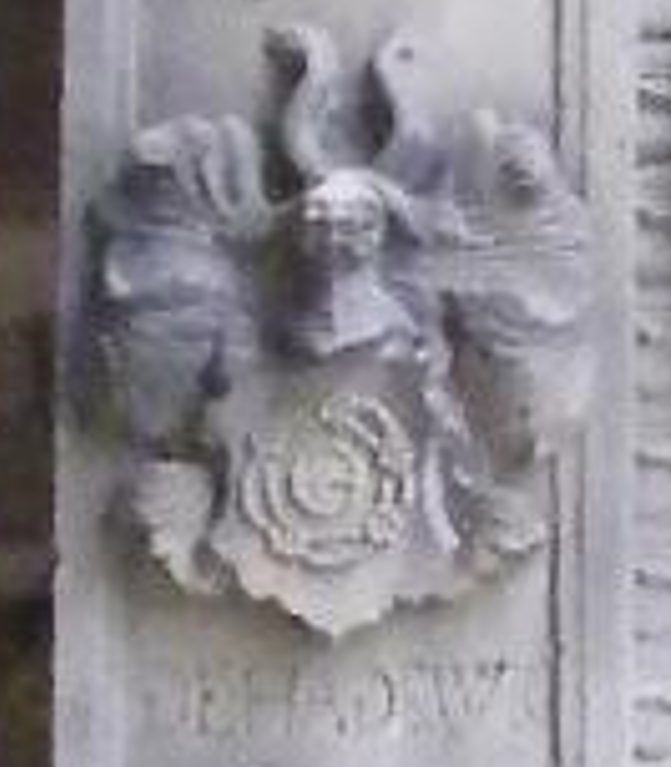
Wappen auf Epitaph des Bertholt von Barkhausen (1584)
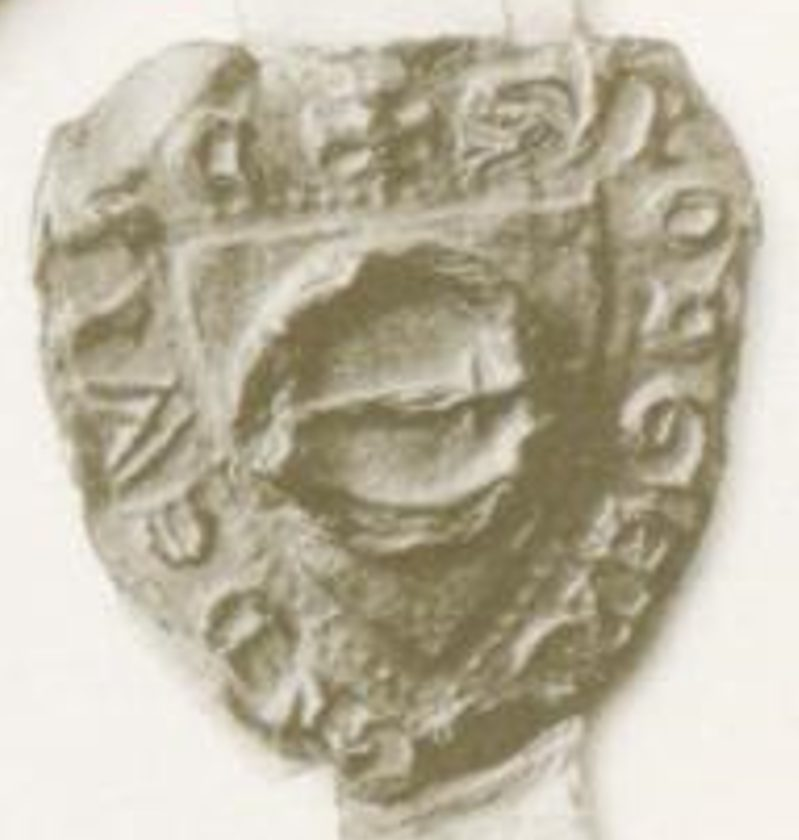
Siegel des Rotger von Hadewich (1371)